# Wereldbeker schansspringen 2009/2010
De wereldbeker schansspringen 2009/2010 (officieel: Bauhaus FIS World Cup Ski Jumping) ging van start op 27 november 2009 in het Finse Kuusamo en eindigde op 14 maart 2010 in het Noorse Oslo. Het daaropvolgende weekend waren er wel nog de wereldkampioenschappen skivliegen 2010, maar die telden niet mee voor de algemene wereldbeker.
De Zwitser Simon Ammann veroverde de algemene wereldbeker, de wereldbeker skivliegen was een prooi voor de Sloveen Robert Kranjec. Zij waren de opvolgers van de Oostenrijker Gregor Schlierenzauer die vorig seizoen zowel de algemene wereldbeker als de wereldbeker skivliegen voor zich opeiste. Oostenrijk won net als vorig seizoen het landenklassement.
Dit schansspringseizoen telde verschillende hoogtepunten, zo waren er de Olympische Winterspelen 2010, het Vierschansentoernooi en de wereldkampioenschappen skivliegen. Ook de FIS Team Tour en het Nordic Tournament stonden net als vorig seizoen op het programma. Tijdens dat laatste toernooi was er opnieuw een wedstrijd op de Holmenkollenschans in Oslo, daar zijn de verbouwingen met het oog op de wereldkampioenschappen noords skiën 2011 afgerond. Vikersund verdween daardoor van de kalender.
De schansspringer die op het einde van het seizoen de meeste punten had verzameld, won de algemene wereldbeker. De wedstrijden op de Olympische Spelen en de wereldkampioenschappen skivliegen telden niet mee voor de algemene wereldbeker.

## Uitslagen en standen

### Kalender
| Datum                                                                                   | Plaats                          | Schans                          | Opmerking                       | Eerste                                                                             | Tweede                                                                      | Derde                                                                            |
| --------------------------------------------------------------------------------------- | ------------------------------- | ------------------------------- | ------------------------------- | ---------------------------------------------------------------------------------- | --------------------------------------------------------------------------- | -------------------------------------------------------------------------------- |
| 27/11/2009                                                                              | Kuusamo                         | HS142                           | Team Avond                      | Oostenrijk Wolfgang Loitzl Andreas Kofler Gregor Schlierenzauer Thomas Morgenstern | Duitsland Michael Uhrmann Michael Neumayer Pascal Bodmer Martin Schmitt     | Finland Matti Hautamäki Kalle Keituri Harri Olli Janne Ahonen                    |
| 28/11/2009                                                                              | Kuusamo                         | HS142                           | Avond                           | Bjørn Einar Romøren                                                                | Pascal Bodmer                                                               | Wolfgang Loitzl                                                                  |
| 05/12/2009                                                                              | Trondheim Lillehammer           | HS138                           | Avond                           | Gregor Schlierenzauer                                                              | Thomas Morgenstern                                                          | Adam Małysz                                                                      |
| 06/12/2009                                                                              | Trondheim Lillehammer           | HS138                           |                                 | Simon Ammann                                                                       | Harri Olli                                                                  | Emmanuel Chedal                                                                  |
| 12/12/2009                                                                              | Harrachov                       | HS142                           | Avond                           |                                                                                    |                                                                             |                                                                                  |
| 13/12/2009                                                                              | Harrachov                       | HS142                           |                                 |                                                                                    |                                                                             |                                                                                  |
| 18/12/2009                                                                              | Engelberg                       | HS137                           |                                 | Simon Ammann                                                                       | Gregor Schlierenzauer                                                       | Thomas Morgenstern                                                               |
| 19/12/2009                                                                              | Engelberg                       | HS137                           |                                 | Gregor Schlierenzauer                                                              | Simon Ammann                                                                | Andreas Kofler                                                                   |
| 20/12/2008                                                                              | Engelberg                       | HS137                           |                                 | Simon Ammann                                                                       | Bjørn Einar Romøren                                                         | Daiki Ito                                                                        |
| Vierschansentoernooi 2010                                                               |                                 |                                 |                                 |                                                                                    |                                                                             |                                                                                  |
| 29/12/2009                                                                              | Oberstdorf                      | HS137                           | Avond                           | Andreas Kofler                                                                     | Janne Ahonen                                                                | Thomas Morgenstern                                                               |
| 01/01/2010                                                                              | Garmisch-P.                     | HS140                           |                                 | Gregor Schlierenzauer                                                              | Wolfgang Loitzl                                                             | Simon Ammann                                                                     |
| 03/01/2010                                                                              | Innsbruck                       | HS130                           |                                 | Gregor Schlierenzauer                                                              | Simon Ammann                                                                | Janne Ahonen                                                                     |
| 06/01/2010                                                                              | Bischofshofen                   | HS140                           | Avond                           | Thomas Morgenstern                                                                 | Janne Ahonen                                                                | Simon Ammann                                                                     |
| Eindstand Vierschansentoernooi:                                                         | Eindstand Vierschansentoernooi: | Eindstand Vierschansentoernooi: | Eindstand Vierschansentoernooi: | Andreas Kofler                                                                     | Janne Ahonen                                                                | Wolfgang Loitzl                                                                  |
| 09/01/2010                                                                              | Bad Mitterndorf                 | HS200                           | Skivliegen                      | Robert Kranjec                                                                     | Simon Ammann                                                                | Martin Koch                                                                      |
| 10/01/2010                                                                              | Bad Mitterndorf                 | HS200                           | Skivliegen                      | Gregor Schlierenzauer                                                              | Robert Kranjec                                                              | Harri Olli                                                                       |
| 16/01/2010                                                                              | Sapporo                         | HS134                           | Avond                           | Thomas Morgenstern                                                                 | Andreas Wank                                                                | Daiki Ito                                                                        |
| 17/01/2010                                                                              | Sapporo                         | HS134                           |                                 | Simon Ammann                                                                       | Noriaki Kasai                                                               | Martin Koch                                                                      |
| 22/01/2010                                                                              | Zakopane                        | HS134                           | Avond                           | Gregor Schlierenzauer                                                              | Simon Ammann                                                                | Thomas Morgenstern                                                               |
| 23/01/2010                                                                              | Zakopane                        | HS134                           | Avond                           | Gregor Schlierenzauer                                                              | Simon Ammann                                                                | Thomas Morgenstern                                                               |
| FIS Team Tour 2010                                                                      |                                 |                                 |                                 |                                                                                    |                                                                             |                                                                                  |
| 30/01/2010                                                                              | Oberstdorf                      | HS213                           | Skivliegen Team                 | Oostenrijk Martin Koch Andreas Kofler Wolfgang Loitzl Gregor Schlierenzauer        | Noorwegen Johan Remen Evensen Tom Hilde Anders Jacobsen Bjørn Einar Romøren | Finland Matti Hautamäki Kalle Keituri Janne Ahonen Harri Olli                    |
| 31/01/2010                                                                              | Oberstdorf                      | HS213                           | Skivliegen                      | Anders Jacobsen                                                                    | Robert Kranjec                                                              | Johan Remen Evensen                                                              |
| 03/02/2010                                                                              | Klingenthal                     | HS140                           | Avond                           | Simon Ammann                                                                       | Adam Małysz                                                                 | Gregor Schlierenzauer                                                            |
| 06/02/2010                                                                              | Willingen                       | HS145                           | Avond                           | Gregor Schlierenzauer                                                              | Anders Jacobsen                                                             | Michael Neumayer                                                                 |
| 07/02/2010                                                                              | Willingen                       | HS145                           | Team                            | Duitsland Michael Neumayer Pascal Bodmer Martin Schmitt Michael Uhrmann            | Noorwegen Johan Remen Evensen Tom Hilde Anders Jacobsen Bjørn Einar Romøren | Oostenrijk Florian Schabereiter Michael Hayböck Stefan Thurnbichler David Zauner |
| Eindstand FIS Team Tour:                                                                | Eindstand FIS Team Tour:        | Eindstand FIS Team Tour:        | Eindstand FIS Team Tour:        | Oostenrijk                                                                         | Noorwegen                                                                   | Duitsland                                                                        |
|                                                                                         |                                 |                                 |                                 |                                                                                    |                                                                             |                                                                                  |
| 12 t/m 28 februari - Olympische Winterspelen 2010 (Tellen niet mee voor de wereldbeker) |                                 |                                 |                                 |                                                                                    |                                                                             |                                                                                  |
|                                                                                         |                                 |                                 |                                 |                                                                                    |                                                                             |                                                                                  |
| 06/03/2010                                                                              | Lahti                           | HS130                           | Team Avond                      | Noorwegen Anders Bardal Roar Ljøkelsøy Tom Hilde Anders Bardal                     | Oostenrijk Wolfgang Loitzl Martin Koch Andreas Kofler Thomas Morgenstern    | Duitsland Michael Uhrmann Martin Schmitt Andreas Wank Michael Neumayer           |
| Nordic Tournament 2010                                                                  |                                 |                                 |                                 |                                                                                    |                                                                             |                                                                                  |
| 07/03/2010                                                                              | Lahti                           | HS130                           |                                 | Simon Ammann                                                                       | Adam Małysz                                                                 | Thomas Morgenstern                                                               |
| 09/03/2010                                                                              | Kuopio                          | HS127                           | Avond                           | Simon Ammann                                                                       | Adam Małysz                                                                 | Anders Jacobsen                                                                  |
| 12/03/2010                                                                              | Lillehammer                     | HS138                           | Avond                           | Simon Ammann                                                                       | Gregor Schlierenzauer                                                       | Adam Małysz                                                                      |
| 14/03/2010                                                                              | Oslo                            | HS140                           |                                 | Simon Ammann                                                                       | Adam Małysz                                                                 | Andreas Kofler                                                                   |
| Eindstand Nordic Tournament:                                                            | Eindstand Nordic Tournament:    | Eindstand Nordic Tournament:    | Eindstand Nordic Tournament:    | Simon Ammann                                                                       | Adam Małysz                                                                 | Thomas Morgenstern                                                               |
|                                                                                         |                                 |                                 |                                 |                                                                                    |                                                                             |                                                                                  |
| Wereldkampioenschappen skivliegen 2010 (Tellen niet mee voor de wereldbeker)            |                                 |                                 |                                 |                                                                                    |                                                                             |                                                                                  |

### Eindstanden
| Wereldbeker algemeen | Wereldbeker algemeen  | Wereldbeker algemeen | Wereldbeker algemeen |
| #                    | Atleet                | Land                 | Punten               |
| -------------------- | --------------------- | -------------------- | -------------------- |
| 1                    | Simon Ammann          | SUI                  | 1649                 |
| 2                    | Gregor Schlierenzauer | AUT                  | 1368                 |
| 3                    | Thomas Morgenstern    | AUT                  | 944                  |
| 4                    | Andreas Kofler        | AUT                  | 893                  |
| 5                    | Adam Małysz           | POL                  | 842                  |
| 6                    | Wolfgang Loitzl       | AUT                  | 760                  |
| 7                    | Anders Jacobsen       | NOR                  | 557                  |
| 8                    | Martin Koch           | AUT                  | 545                  |
| 9                    | Bjørn Einar Romøren   | NOR                  | 517                  |
| 10                   | Robert Kranjec        | SLO                  | 503                  |

| Wereldbeker skivliegen | Wereldbeker skivliegen | Wereldbeker skivliegen | Wereldbeker skivliegen |
| #                      | Atleet                 | Land                   | Punten                 |
| ---------------------- | ---------------------- | ---------------------- | ---------------------- |
| 1                      | Robert Kranjec         | SLO                    | 260                    |
| 2                      | Gregor Schlierenzauer  | AUT                    | 181                    |
| 3                      | Simon Ammann           | SUI                    | 175                    |
| 4                      | Martin Koch            | AUT                    | 155                    |
| 5                      | Anders Jacobsen        | NOR                    | 120                    |
| 6                      | Antonin Hajek          | CZE                    | 118                    |
| 7                      | Johan Remen Evensen    | NOR                    | 115                    |
| 8                      | Adam Małysz            | POL                    | 108                    |
| 9                      | Wolfgang Loitzl        | AUT                    | 98                     |
| 10                     | Janne Ahonen           | FIN                    | 75                     |